# Куллорсуак
Куллорсуак (гренл. Kullorsuaq) — поселення в муніципалітеті Аваната (нова комуна Гренландії з 2018 року) на північному заході Гренландії. Це найпівнічніше поселення на архіпелазі Упернавік, розташоване на острові Кулкорсуак в південній частині затоки Мелвілл, яка є частиною великого моря Баффіна.
Поселення було засновано в 1928 році і стало торговою станцією, що збільшилася в розмірах після Другої світової війни, коли мисливці з декількох невеликих сіл навколо затоки Інусулік, бухти Цукор-Лоуф і Тасіуса-Бей переїхали до більших поселень, такі як Нууссаук і Куллорсуак. Сьогодні Куллорсуак залишається одним з найбільш традиційних мисливських і рибальських сіл в Гренландії, але підтримує стабільне населення.
Гренландською мовою слово «куллорсуак» означає великий палець руки великого розміру, селище так названо через розташовану неподалік велику скелю характерної форми.

## Клімат
Село знаходиться у зоні, котра характеризується кліматом полярних пустель. Найтепліший місяць — липень із середньою температурою 4.6 °C (40.3 °F). Найхолодніший місяць — березень, із середньою температурою -22.8 °С (-9 °F).
| Клімат Куллорсуака      | Клімат Куллорсуака | Клімат Куллорсуака | Клімат Куллорсуака | Клімат Куллорсуака | Клімат Куллорсуака | Клімат Куллорсуака | Клімат Куллорсуака | Клімат Куллорсуака | Клімат Куллорсуака | Клімат Куллорсуака | Клімат Куллорсуака | Клімат Куллорсуака | Клімат Куллорсуака |
| Показник                | Січ.               | Лют.               | Бер.               | Квіт.              | Трав.              | Черв.              | Лип.               | Серп.              | Вер.               | Жовт.              | Лист.              | Груд.              | Рік                |
| Середня температура, °C | −20,3              | −22,4              | −22,8              | −15,7              | −5,5               | 0,8                | 4,6                | 4                  | −1,4               | −7,4               | −12,6              | −17,3              | −9,7               |
| Норма опадів, мм        | 9.1                | 7.5                | 6.2                | 9.4                | 9.4                | 11.8               | 21.5               | 22.8               | 31                 | 26.1               | 26.5               | 16                 | 197.3              |
| Днів з опадами          | 7,8                | 7                  | 6,1                | 7,1                | 6,3                | 5,3                | 7,1                | 7,4                | 10,2               | 11,1               | 13,3               | 11,2               | 99,9               |
| Вологість повітря, %    | 75.5               | 75.5               | 74.8               | 74                 | 76.3               | 80.7               | 78.6               | 76.8               | 75                 | 74.7               | 75.4               | 76.7               | 76.2               |
| ----------------------- | ------------------ | ------------------ | ------------------ | ------------------ | ------------------ | ------------------ | ------------------ | ------------------ | ------------------ | ------------------ | ------------------ | ------------------ | ------------------ |
| Джерело: Weatherbase    |                    |                    |                    |                    |                    |                    |                    |                    |                    |                    |                    |                    |                    |

## Економіка
Рибальство, у тому числі на нарвалів та китів, і полювання, у тому числі на морських котиків та моржів — є основними заняттями в цьому районі. Фабрика з переробки риби для Upernavik Seafood (філія Королівської Гренландії) і загальний магазин Pilersuisoq є єдиними організованими установами в селищі.
Куллорсуак входить в десятку найбідніших громад в Гренландії разом із трьома іншими поселеннями на архіпелазі — Naajaat, Nuussuaq та Upernavik Kujalleq.

## Населення
З 448 жителями (2013), Куллорсуак є найбільшим поселенням в архіпелазі Упернавік за межами Упернавіка. Це одне з небагатьох поселень в муніципалітеті Avannaata, яке демонструє значні тенденції зростання населення протягом останніх двох десятиліть, збільшившись більш ніж на 63 % в порівнянні з 1990 роком і майже на 16 % в порівнянні з рівнем 2000 року.